# Plaza de Feijoo
La plaza de Feijoo es un espacio público de la ciudad española de Oviedo.

## Descripción

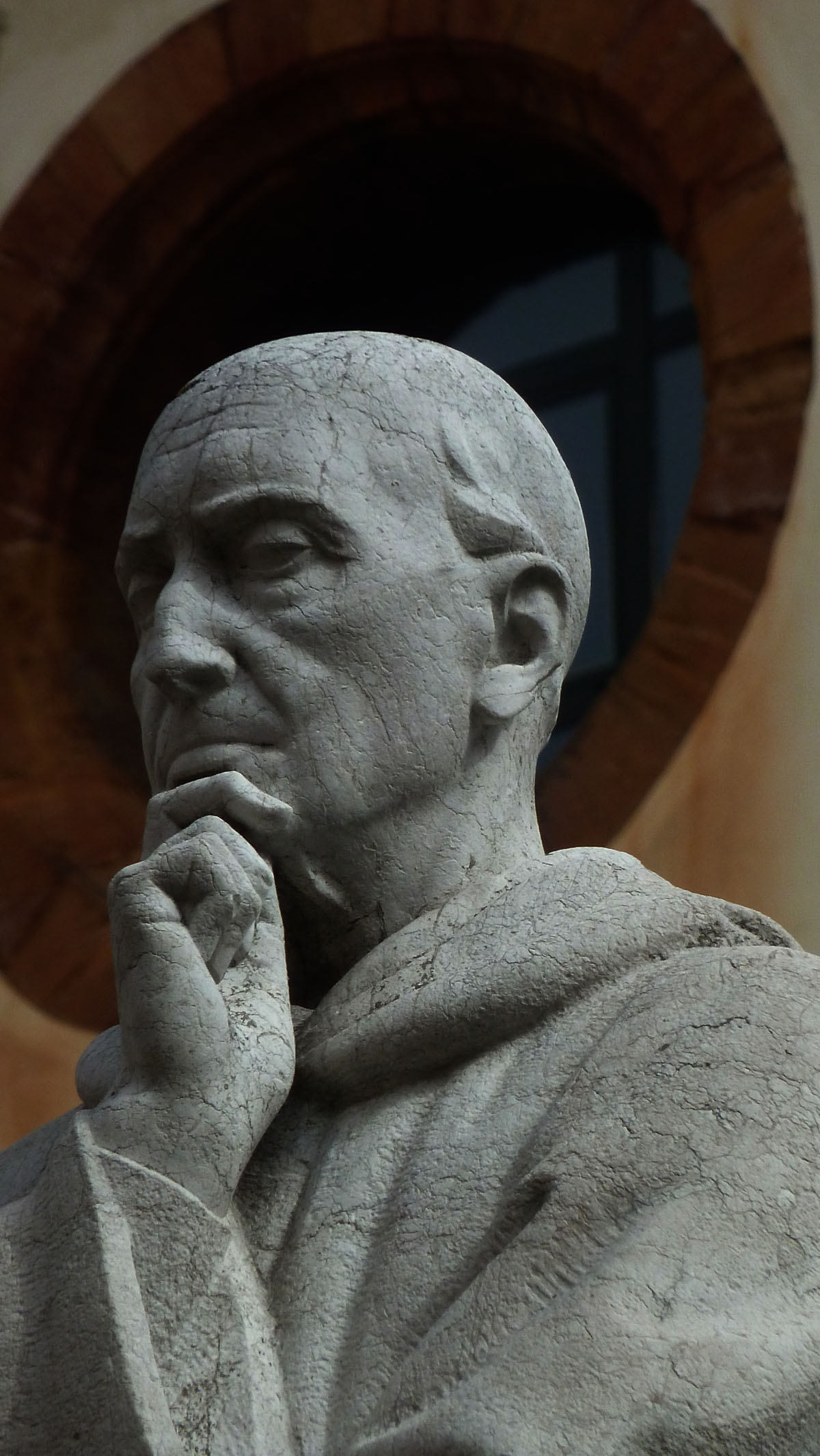
Monumento que recuerda a Benito Jerónimo Feijoo y Montenegro Puga, que da nombre a la plaza

La plaza, sita junto a la calle San Vicente, obtuvo el título actual en 1869. Con él recuerda a Benito Jerónimo Feijoo y Montenegro Puga (1676-1764), religioso benedictino, ensayista y polígrafo natural de la provincia de Orense pero ovetense de adopción. Tiene dedicada una estatua en la propia plaza. La plaza aparece descrita en El libro de Oviedo (1887) de Fermín Canella y Secades con las siguientes palabras:

Feijóo.—Derribada la tapia que cerraba el patio del antiguo monasterio de San Vicente, lindando con la actual calle, aquel solar quedó convertido en plazuela adornada con árboles y antes con una fuente en el centro. Por acuerdo municipal de 1869 lleva el nombre del sabio benedictino, ovetense adoptivo, P. Feijóo. Un saliente balcón de hierro que está al lado de la hoy iglesia parroquial de la Corte corresponde á la celda del famoso benedictino.—Ent. y Conc.: San Vicente.
(Canella y Secades, 1887, p. 102)